# Zach Neal
Zachary Sheridan Neal (né le 9 novembre 1988 à Columbia, Caroline du Sud, États-Unis) est un lanceur droitier des Athletics d'Oakland de la Ligue majeure de baseball.

## Carrière
Joueur des Sooners de l'université d'Oklahoma, Zach Neal est choisi par les Marlins de la Floride au 17e tour de sélection du repêchage de 2010. Après avoir joué en ligues mineures pendant 3 saisons avec des clubs affiliés aux Marlins, il est libéré de son contrat en mars 2013 et signe quelques jours plus tard avec les Athletics d'Oakland.
Zach Neal fait ses débuts dans le baseball majeur avec Oakland le 11 mai 2016. À sa saison recrue en 2016, il joue 24 matchs des Athletics, dont 6 comme lanceur partant. Il remporte deux victoires contre quatre défaites et affiche une moyenne de points mérités de 4,24 en 70 manches lancées.